# Убивство!
«Убивство!» (англ. Murder!) — британський художній фільм режисера Альфреда Гічкока 1930 року. Екранізація роману Клеменс Дейн і Гелен Сімпсон «У справу вступає сер Джон» (англ. Enter Sir John).

## Сюжет
У звірячому вбивстві прими драматичного театру Едни підозрюють її приятельку актрису Діану Барінг (Нора Барінг). Всі докази проти неї: тіло жертви виявляють у кімнаті, в якій сиділа Діана, поруч з нею знаходилося знаряддя вбивства — кочерга, сукня Діани забруднена в крові, на столі — абсолютно порожня пляшка бренді. За словами власниці квартири, де стався злочин, нічого окрім гучних жіночих голосів з кімнати не було чути. Підозрювана повторює слідству і присяжним, що вона дійсно прийшла до Едни на розмову, але більшу частину бесіди з нею абсолютно не пам'ятає. Звинувачення ж вважає, що Діана здійснила вбивство під впливом випитої нею пляшки бренді і особистої неприязні, банальної заздрості до більш успішної актриси. Присяжні йдуть на нараду, і лише три голоси заперечують проти її винуватості. Серед тих, хто вважав, що вона невинна, був і відомий актор сер Джон Мен'є (Герберт Маршалл). Але і він, піддавшись загальному настрою присяжних, підписується під обвинувальним вердиктом. Діану чекає шибениця. Тінь сумніву сера Джона змушує його почати пошуки мотиву злочину, і він намагається відновити картину останніх секунд життя Едни.

## У ролях
- Герберт Маршалл — Сер Джон Мен'є
- Нора Барінг — Діана Барінг
- Філліс Констем — Дусі Маркхем
- Едвард Чапмен — Тед Маркхем
- Есмі Персі — Гендел Фейн
- Майлз Мендер — Гордон Дрюс
- Дональд Колтроп — Айон Стюарт
- Уна О'Коннор — Місіс Грогран

## Художні особливості
«Убивство!» — один з ранніх звукових детективів Альфреда Гічкока. Новаторство режисера проявилося в тому, що вперше в кіно за кадром були озвучені думки героя. Ще один помітний прийом: камера показує кімнату, де тільки що присяжні винесли вердикт, але глядач чує голос судді із залу засідання, який оголошує винуватість Діани. Чудова робота оператора Джека Кокса, який працював згодом з Гічкоком і в інших стрічках, включаючи «Леді зникає», тонкий психологічний вибір музичного супроводу (фрагментів П'ятої симфонії Бетховена і прелюдії до «Трістана та Ізольди» Ріхарда Вагнера, так само як і оригінальна музика не включеного в титри композитора Джона Рейндерса), акторська робота — все це робить фільм визначним не тільки для шанувальників Гічкока.

## Цікаві факти
- Сер Джон Мен'є — перша роль Герберта Маршалла в звуковому кіно.
- «У фільмі є епізод, коли Герберт Маршалл під час гоління слухає по радіо музику <…>. У студії, позаду декорації ванної кімнати розташовувався оркестр з тридцяти чоловік. Адже звук записувався тоді синхронно, в момент зйомки, прямо на майданчику <…>» (Альфред Гічкок[1]).